# Racing Club de Lens
El Racing Club de Lens és un club de futbol francès de la ciutat de Lens.

## Història

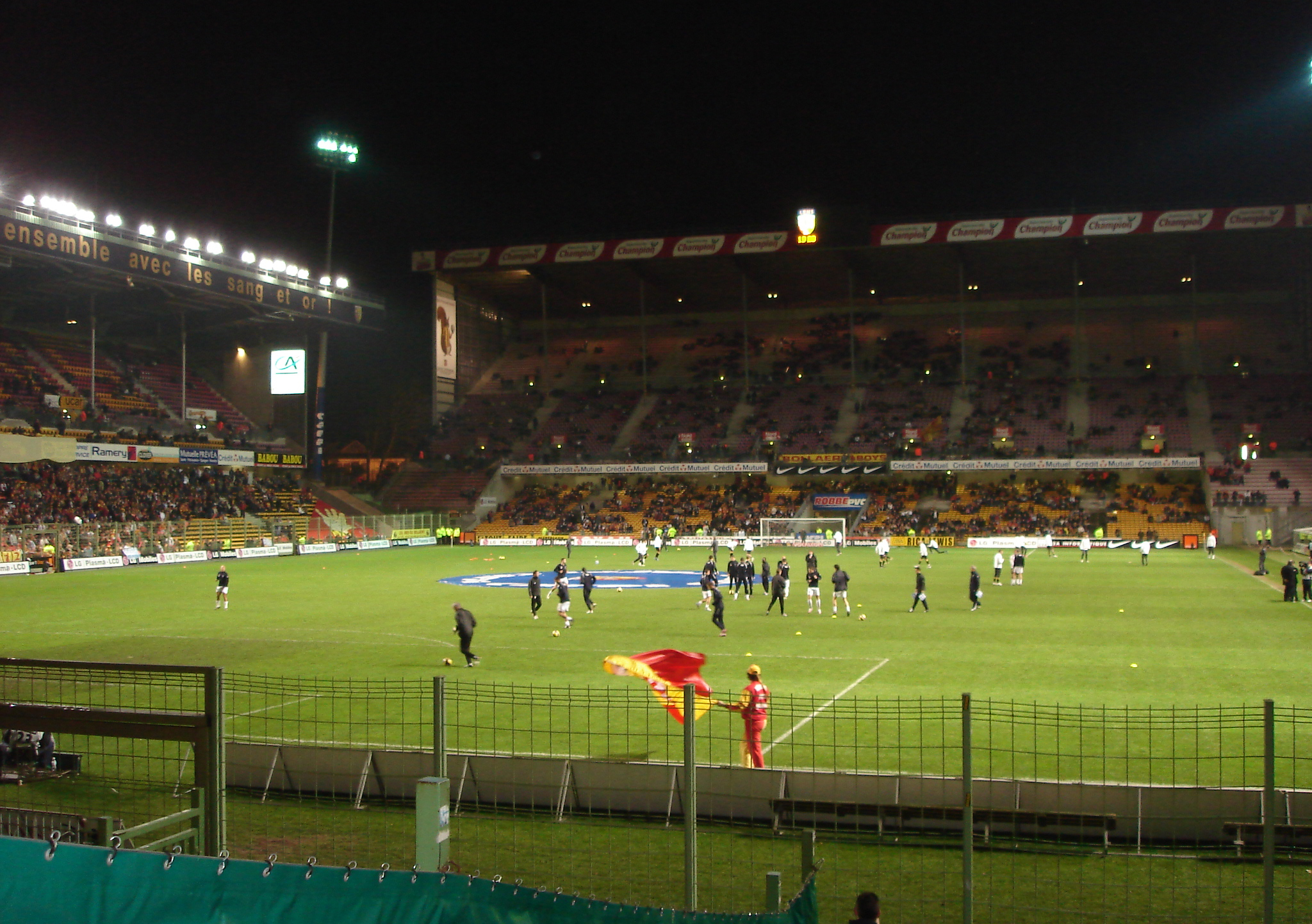
L'estadi Bollaert-Delelis en un partit nocturn.

El RC Lens va ser fundat el 1905 com a Racing Club Lensois, però no es va registrar oficialment fins al 1906, ja com a Racing Club de Lens.
Inicialment jugà de verd i negre a ratlles verticals. Entre 1908 i 1910 usà samarretes quarterades negra i vermella i posteriorment tota negra. Després de l'aturada per la Primera Guerra Mundial, el 1919 es crea un nou club, l'Union Sportive du Foyer Franco-Américain, adoptant el color blau cel, que serà la base del nou Racing. Finalment, el 1923 adoptà els colors vermell i groc.
En les darreres dècades ha esdevingut un club habitual de la Ligue 1 i a la temporada 1997-98 va aconseguir guanyar la primera lliga de la seva història. També ha jugat en la Lliga de Campions de la UEFA i en la Lliga Europa de la UEFA.

## Símbols

### Uniforme
L'uniforme consta de samarreta blava, pantaló blau i calces del mateix color.
- Uniforme titular:  Samarreta amb barres vermelles i grogues, pantalons negres i mitges vermelles i grogues.
- Uniforme alternatiu: Samarreta negra amb tocs verds, pantalons negres i mitges negres i verdes.

## Estadi
Juguen els seus partits com a local a l'Estadi Bollaert-Delelis, anteriorment anomenat Stade des Mines (1933-1936) i Stade Félix Bollaert (1936-2012). Té una capacitat per a 41.000 espectadors.

## Palmarès
- 1 Copa Intertoto: 2005
- 1 Lliga francesa de futbol: 1997-98
- 1 Copa de la Lliga francesa de futbol: 1999
- 3 Copa Charles Drago: 1959, 1960, 1965
- 4 Lliga francesa de segona divisió: 1937, 1949, 1973, 2009

## Jugadors històrics destacats
| - Roger Boli - Farès Bousdira - François Brisson - Robert Budzynski - Olivier Dacourt - Frédéric Déhu - Alou Diarra - Francis Gillot - Gaëtan Huard - Valérien Ismaël - Pierre Laigle - Bernard Lama - Georges Lech - Daniel Leclercq | - Xercès Louis - Pascal Nouma - Bernard Placzek - Didier Sénac - Antoine Sibierski - Éric Sikora - Didier Six - Tony Vairelles - Raphaël Varane - Jean-Guy Wallemme - Guillaume Warmuz - Maryan Wisniewski - Daniel Xuereb - Stéphane Ziani | - Ahmed Oudjani - Robbie Slater - Tony Marek - Jimmy Adjovi-Boco - Vitorino Hilton - Benoît Assou-Ekotto - Marc-Vivien Foé - François Omam-Biyik - Rigobert Song - Kanga Gauthier Akalé - Aruna Dindane - Vedran Runje - Daniel Cousin - Titi Camara - Teitur Þórðarson | - Seydou Keita - Mustafa El Haddaoui - Anto Drobnjak - Wilson Oruma - John Utaka - Jacek Bąk - Jules Bocandé - Papa Bouba Diop - Ferdinand Coly - El Hadji Diouf - Radek Bejbl - Vladimír Šmicer - Venancio Ramos - Raphaël Varane |